# Viscount Devonport

Wappen der Viscounts Devonport

Viscount Devonport, of Wittington in the County of Buckingham, ist ein erblicher britischer Adelstitel in der Peerage of the United Kingdom.
Familiensitz der Viscounts ist Ray Demesne bei Kirkwhelpington in Northumberland. 

## Geschichte des Titels
Der Titel wurde durch ein Letters Patent vom 22. Juni 1917 für den Politiker der Liberal Party und früheren Unterhausabgeordneten Hudson Ewbanke Kearley, 1. Baron Devonport, geschaffen.
Kearley war bereits am 22. Juli 1908 zum Baronet, of Wittington in the Parish of Medmenham in the County of Buckingham, sowie am 15. Juli 1910 zum Baron Devonport, of Wittington in the County of Buckingham, erhoben worden, wodurch er Mitglied des Oberhauses wurde.

## Liste der Viscounts Devonport (1917)
- Hudson Ewbanke Kearley, 1. Viscount Devonport (1856–1934)
- Gerald Chester Kearley, 2. Viscount Devonport (1890–1973)
- Terence Kearley, 3. Viscount Devonport (* 1944)

Voraussichtlicher Titelerbe (Heir Presumptive) ist der Cousin des aktuellen Viscounts, David Hudson Kearley (* 1982).